# Młodzieżowe Indywidualne Mistrzostwa Szwecji na Żużlu 2006
Młodzieżowe Indywidualne Mistrzostwa Szwecji na Żużlu 2006 – cykl turniejów żużlowych, mających wyłonić najlepszych szwedzkich żużlowców w kategorii do 21 lat, w sezonie 2006. Tytuł wywalczył Antonio Lindbäck.

## Finał
- Motala, 4 sierpnia 2006

| Msc. | Zawodnik              | Klub            | Pkt     |             |  |
| ---- | --------------------- | --------------- | ------- | ----------- |  |
| 1    | Antonio Lindbäck      | Masarna Avesta  | 15 +3   | (2,3,3,2,3) |  |
| 2    | Sebastian Aldén       | Masarna Avesta  | 13 +2   | (2,3,2,3,0) |  |
| 3    | Tomas H. Jonasson     | VMS Elit        | 10 +3+1 | (3,2,3,3,3) |  |
| 4    | Fredrik Lindgren      | Masarna Avesta  | 14 +w   | (3,2,2,2,2) |  |
| 5    | Robin Törnqvist       | Luxo Stars      | 11 +2   | (3,2,2,2,2) |  |
| 6    | Andreas Messing       | Rospiggarna     | 9 +1    | (3,3,1,1,1) |  |
| 7    | Robert Pettersson     | Team Dalakraft  | 10 +0   | (2,1,2,3,2) |  |
| 8    | Linus Eklöf           | Smederna        | 8       | (1,0,2,2,3) |  |
| 9    | Ricky Kling           | Luxo Stars      | 7       | (2,w,3,1,1) |  |
| 10   | Ludvig Lindgren       | Kumla Promotion | 6       | (1,1,1,1,2) |  |
| 11   | Billy Forsberg        | Vastervik       | 5       | (0,2,1,0,2) |  |
| 12   | Viktor Bergström      | Getingarna      | 4       | (0,1,1,2,0) |  |
| 13   | Joakim Brolin         | Team Bikab      | 3       | (1,2,w,0,w) |  |
| 14   | Viktor Gothberg       | Lejonen         | 2       | (0,1,0,0,1) |  |
| 15   | Linus Jansson         | Gavle           | 1       | (0,w,0,0,1) |  |
| 16   | Jesper Brolin         | Team Bikab      | 1       | (0,0,1,0)   |  |
| 17   | rez. Simon Gustafsson | Kumla Promotion | 1       | (1)         |  |
| 18   | rez. John Larsson     | Getingarna      | 0       | (0)         |  |